# Molly Peacock
Molly Peacock (nascuda a Buffalo, Nova York, 1947) és una poetessa estatunidenca-canadenca, assagista, biògrafa i locutora, una vida literària multi-gènere que també inclou memòries, ficció curta, curtmetratges i un programa d'una sola dona.

## Carrera
Entre les seves obres destaquen El Jardí de Paper, una biografia de Mary Delany, una dona gentil del segle xviii i una meditació sobre la creativitat de la vida tardana. El Jardí de Paper va ser seleccionat com a llibre de l'any per The Economist, el qual va dir de l'obra, "Com les flors construïdes a partir d'un paper de milfulles, la senyora Peacock construeix una vida fora de capes de metàfora." El seu llibre més tardà de poemes és L'Analista, una col·lecció que explora la seva evolucionant relació amb la seva psicoanalista que, després d'un ictus, va recuperar la seva vida a través de la pintura. Va ser mentora del Programa Màster en Belles Arts a la Facultat Spalding University Brief Residency, 2001-13. També és la intèrpret i autora d'un espectacle d'una dones en poemes, "El Shimmering Verge" produït per Louise Fagan Produccions i revisat per Laura Weinert en el New York Times." Ella pot habitar un moment amb una intensitat tranquil·la: en un poema embruixant sobre un pare alcohòlic que la trepitjava, entra plenament a la seva escena, agafant els plecs de teixit que l'envoltaven com si la poguessin engolir viva."
Ha publicat set col·leccions de poesia, incloent-hi The Second Blush, poemes d'amor d'un matrimoni de vida viva i Cornucopia: New & Selected Poems. Àmpliament antologitzada, la seva obra està inclosa en El Millor de la Poesia americana 1988–1997 i El Llibre d'Oxford de Poesia americana, així com en revistes literàries davanteres com els Temps Suplement Literari, The New Yorker, i La Revisió de París.
És l'autora d'una memòria, Paradís, Peça per peça. El seu assaig sobre la Senyora Delany, "Flors de Passió a l'hivern", va aparèixer en Els Millors Assajos Americans. Altres peces apareixen en O: La Revista Oprah, Elle, Casa & Jardí, i Revista de Nova York. És també l'editora d'una col·lecció creativa de no-ficció, I Privat: Privacitat en un Món Públic.
Com a presidenta de la Societat de Poesia d'Amèrica, Molly Paó era una de les creadores de la Poesia dins del programa de Moviment; coeditant Poesia en Moviment: Cent Poemes Dels Metros i Autobusos. És també l'editora de sèries de la Millor Poesia Canadenca en anglès (Tightrope Llibres) de 2008–2017, així com una Contribuidora d'Edició de la Revisió Literària del Canadà.
Actualment, la seva vida és al centre de Toronto amb el seu marit, Michael Groden. Manté contacte amb la Ciutat de Nova York, la seva casa anterior, per ensenyar el carrer Y, 92è tots els mesos de febrer i març, com ella ho fa des del 1985.

## Escriptures

### Poesia
- I Viure A part, Universitat de Premsa de Missouri, 1980, ISBN 978-0-8262-0288-8
- Heaven crua, Casa Aleatòria, 1984, ISBN 978-0-394-53973-7
- Agafa Cor, Casa Aleatòria, 1989, ISBN 978-0-394-57515-5
- Amor original, Font de Llampec Inc, 1996, ISBN 978-0-393-31466-3
- Cornucopia: Nou & va Seleccionar Poemes, W.W. Norton, 2002, ISBN 9780393051230
- The Second Blush: Poems.  W. W. Norton & Company, 2008. ISBN 978-0-393-06651-7.
- L'Analista, W.W. Norton. 2017. ISBN 9780393254716

### Ficció
- Alphabetique, 26 Ficcions Característiques, McClelland & Stewart, 2014, ISBN 978-0771070150

### No-ficció
- The Paper Garden: Mrs. Delany Begins Her Life's Work at 72.  McClelland & Stewart, 2010. ISBN 978-0-7710-7033-4.; Bloomsbury Publishing USA, 2011, ISBN 978-1-60819-523-7
- Com per Llegir Un Poema i Començar Un Cercle de Poesia, Riverhead Llibres, 1999, ISBN 978-1-57322-128-3
- Paradís, Peça per peça, Riverhead Llibres, 1998, ISBN 978-1-57322-097-2
- «Introduction». A: Understory.  UPNE, 1996. ISBN 978-1-55553-286-4.

### Antologies editades
- Poesia dins Moviment: 100 Poemes dels Autobusos i Metros (co-editat amb Elise Paschen i Neil Neches). Nova York: Norton, 1996. ISBN 9780393314588
- I Privat: Privacitat en un Món Públic. Sant Paul: Graywolf P, 2001. ISBN 9781555973131
- La Millor Poesia canadenca en anglès (cada volum anual co-editat amb un Editor de Convidat diferent). Toronto: Tightrope Llibres, 2008— .

### Assajos Seleccionats
- "Què va dir Mockingbird." Conversant Assajos: Poetes Contemporanis sobre Poesia. Ed. James McCorkle. Detroit: Wayne Estat AMUNT, 1990. 343–347.
- "Un Verd, Un Blau: Un Assenyala sobre Escriptura de Vers Formal i Un altre Sobre les dones que Escriuen Vers Formal." Un Sentiment Formal Ve: Poemes en Forma per Dones Contemporànies. Ed. Annie Finch. Ashland, O: Línia d'Història P, 1994.
- "El poeta com a híbrida memòria." L'Escriptor 112.2 (febrer 1999): 20–22.
- "De Gàbia Daurada a Gàbia de Costella." Després de Formalisme Nou: Poetes damunt Forma, Narrativa, i Tradició. Ed. Annie Finch. Ashland, O: Línia d'Història P, 1999. 70–78.
- "Introducció." I Privat: Privacitat en un Món Públic. vii-ix.
- "Usos dolços d'Adversitat." I Privat: Privacitat en un Món Públic. 80–94.
- "Rima i la Línia." Una Cosa Trencada: Poetes en la Línia. Eds. Emily Rosko i Anton Vander Zee. Ciutat d'Iowa: U d'Iowa P, 2011. 176–177.
- "Un Calendari d'Afectes." Arc Revista de poesia 65 (2011): 166–171.
- "Formalisme nou al Millenium." Revisió de Muntanyes verdes 25.1 (2012): 268–272.

## Honors
Ha rebut el reconeixement del Centre de Biografia Leon Levy (CUNY), Danforth Fundació, Ingram Merrill Fundació, Woodrow Wilson Fundació, Dotació Nacional pels Arts, i el Consell de les Arts de Nova York. Va ser presidenta de Poesia de la Societat d'Amèrica de 1989 al 1995, i de nou de 1999 a 2001. Va exercir de Poeta en residència, la Cantonada dels Poetes d'America, catedral de l'Església de Sant Joan el Diví, del 2000 al 2005. També va ser Regents 'Fellow a la Universitat de Califòrnia a Riverside i Poeta en residència a la Universitat Bucknell i la Universitat d'Oest d'Ontario.

### Residències
- El Centre de Poesia, Carrer YM/YWHA 92è, Nova York. 1985–present.
- Poeta en Residència, la cantonada dels poetes, Catedral de St. John el Diví, Nova York. 2000–2004.
- Escriptora Visitant, Bennington Universitat 2002
- Woodrow Wilson Company 1994–2001
- Conferenciant de regents, Universitat de Califòrnia, Riverside. 1998.
- Escriptora en Residència, Universitat d'Occidental Ontario. 1995–1996.
- Poeta en Residència, Bucknell Universitat. 1993.
- Poeta Visitant, Universitat de Colúmbia, 1986, 1992
- Poeta en Residència, Barnard. 1989–1992.
- Poeta Visitant, Universitat de Lawrence de la Sarah 1990.
- Poeta Visitant, Hofstra Universitat, 1986.